# Lindy Waters III
Lindy Waters III (Oklahoma, 28 de julho de 1997) é um jogador norte-americano de basquete profissional que atualmente joga no Detroit Pistons da National Basketball Association (NBA).
Ele jogou basquete universitário pela Universidade Estadual de Oklahoma.

## Carreira no ensino médio
Waters frequentou a Norman North High School. Durante seu último ano, ele posou para uma foto com uma arma de Airsoft depois de perder uma aposta com amigos. Waters foi expulso após o incidente e transferido para a Sunrise Christian Academy. Depois de vários meses, ele foi autorizado a retornar a Norman North e se juntou ao time de basquete, ajudando a equipe a chegar a final do campeonato estadual.
Em novembro de 2015, Waters se comprometeu a jogar basquete universitário pela Universidade Estadual de Oklahoma.

## Carreira universitária
Durante seu primeiro ano, Waters sofreu uma concussão e uma fratura no pé que o fez perder vários jogos. Ele teve média de 5,7 pontos em uma equipe que chegou ao Torneio da NCAA. Em seu segundo ano, Waters teve médias de 8,7 pontos e 3,7 rebotes. Em seu terceiro ano, ele teve médias de 12,2 pontos, 4,2 rebotes e 2,8 assistências. Em seu último ano, Waters teve médias de 10,5 pontos, 4,2 rebotes e 2,4 assistências.

## Carreira profissional

### Enid Outlaws (2021)
Depois de não ser selecionado no draft da NBA de 2020, Waters assinou com o Enid Outlaws da The Basketball League em 31 de março de 2021. Em 17 jogos, ele teve médias de 12,6 pontos, 4,9 assistências e 5,4 rebotes. Em 6 de julho de 2021, ele assinou com o Bahía San Agustín da LEB Oro. No entanto, o contrato foi anulado em 14 de agosto devido a problemas burocráticos.

### Oklahoma City Thunder / Blue (2021–2014)
Em outubro de 2021, Waters ingressou no Oklahoma City Blue da G-League após um teste bem-sucedido. Ele teve médias de 8,3 pontos, 3,3 rebotes, 1,1 assistências e 1,1 roubadas de bola. 
Em 10 de fevereiro de 2022, Waters assinou um contrato de mão dupla com o Oklahoma City Thunder.
Em 27 de fevereiro de 2023, o Thunder converteu o acordo de Waters em um contrato padrão. Ele foi designado para o Oklahoma City Blue em 2 de março de 2023.
Em 18 de agosto, o Thunder recontratou Waters III para um contrato de duas vias após recusar sua opção de equipe e em 9 de fevereiro de 2024, ele assinou um contrato de 2 anos e US$6.2 milhões com o Thunder.

### Golden State Warriors (2024–2025)
Em 27 de junho de 2024, o Golden State Warriors trocou sua 52ª escolha do draft da NBA de 2024 por Waters, no entanto, eles readquiriram a escolha poucas horas depois, em troca de compensação em dinheiro.
Em 29 de outubro de 2024, Waters marcou 21 pontos, o recorde da temporada, junto com 8 rebotes em uma vitória arrasadora sobre o New Orleans Pelicans.

### Detroit Pistons (2025–Presente)
Em 6 de fevereiro de 2025, Waters foi negociado para o Detroit Pistons em uma troca envolvendo cinco equipes, incluindo Jimmy Butler para os Warriors.

## Estatísticas da carreira

### NBA

#### Temporada regular
| Ano      | Equipe        | PJ  | PT | MPJ  | AP   | 3P   | LL    | RT  | AS  | BR | TO | PPJ |
| -------- | ------------- | --- | -- | ---- | ---- | ---- | ----- | --- | --- | -- | -- | --- |
| 2021–22  | Oklahoma City | 25  | 1  | 18.6 | .406 | .363 | .800  | 2.9 | 1.0 | .8 | .3 | 8.0 |
| 2022–23  | Oklahoma City | 41  | 0  | 13.0 | .393 | .358 | .800  | 1.8 | .7  | .3 | .3 | 5.2 |
| 2023–24  | Oklahoma City | 38  | 0  | 7.4  | .471 | .435 | 1.000 | 1.1 | .6  | .1 | .2 | 3.6 |
| 2024–25  | Golden State  | 27  | 8  | 17.9 | .382 | .349 | 0.857 | 2.6 | 1.3 | .7 | .3 | 5.9 |
| Carreira | Carreira      | 131 | 9  | 14.2 | .413 | .376 | .864  | 2.1 | .8  | .4 | .2 | 5.6 |

#### Play-In
| Ano  | Equipe        | PJ | PT | MPJ  | AP   | 3P   | LL | RT  | AS  | BR | TO | PPJ |
| ---- | ------------- | -- | -- | ---- | ---- | ---- | -- | --- | --- | -- | -- | --- |
| 2023 | Oklahoma City | 2  | 0  | 10.5 | .286 | .167 | —  | 1.5 | 1.0 | .5 | .0 | 2.5 |

#### Playoffs
| Ano  | Equipe        | PJ | PT | MPJ | AP   | 3P   | LL | RT | AS | BR | TO | PPJ |
| ---- | ------------- | -- | -- | --- | ---- | ---- | -- | -- | -- | -- | -- | --- |
| 2024 | Oklahoma City | 3  | 0  | 2.8 | .000 | .000 | —  | .3 | .0 | .0 | .0 | .0  |

### Universitário
| Ano      | Equipe         | PJ  | PT  | MPJ  | AP   | 3P   | LL   | RT  | AS  | BR  | TO | PPJ  |
| -------- | -------------- | --- | --- | ---- | ---- | ---- | ---- | --- | --- | --- | -- | ---- |
| 2016–17  | Oklahoma State | 23  | 12  | 16.0 | .495 | .442 | .714 | 1.8 | .8  | .6  | .0 | 5.7  |
| 2017–18  | Oklahoma State | 35  | 31  | 27.1 | .443 | .373 | .768 | 3.7 | 2.0 | .9  | .4 | 8.7  |
| 2018–19  | Oklahoma State | 32  | 32  | 33.8 | .437 | .448 | .878 | 4.2 | 2.8 | 1.3 | .2 | 12.2 |
| 2019–20  | Oklahoma State | 31  | 30  | 31.7 | .381 | .317 | .825 | 4.2 | 2.4 | 1.2 | .1 | 10.5 |
| Carreira | Carreira       | 121 | 105 | 27.1 | .439 | .394 | .796 | 3.4 | 2.0 | 1.0 | .1 | 9.2  |

Fonte:

## Vida pessoal
Waters é um membro registrado da tribo Kiowa e descendência Cherokee.